# Władysław Sadłowski
Władysław Aleksander Sadłowski (ur. 25 czerwca 1869 we Lwowie, zm. 25 maja 1940 tamże) – polski architekt i profesor Politechniki Lwowskiej, specjalizował się także w architekturze wnętrz. Najbardziej znanym jego dziełem był projekt Dworca Głównego we Lwowie (1904). W dorobku znajdują się ponadto lwowskie gmachy publiczne, m.in. budynki Filharmonii i Szkoły Przemysłowej oraz wystroje wnętrz Uniwersytetu, Biblioteki Głównej Politechniki, a także kamienice i wille prywatne, jak również przebudowy i konserwacje obiektów sakralnych, m.in. kaplic Katedry Lwowskiej. W początkach działalności reprezentował historyzm, następnie był jednym z głównych przedstawicieli secesji w architekturze lwowskiej. Późniejsze projekty cechowało ograniczenie elementów zdobniczych w kierunku umiarkowanego modernizmu.

## Życiorys
Urodził się we Lwowie, jego ojcem był architekt Wiktor Sadłowski, matka, Maria z d. Rawska pochodziła również ze znanej rodziny lwowskich budowniczych i architektów. Po ukończeniu w 1888 szkoły realnej studiował architekturę w latach 1888–1892 w Szkole Politechnicznej we Lwowie, następnie w Wyższej Szkole Technicznej (politechnice) w Wiedniu w latach 1892–1894. Zaraz po studiach został asystentem profesora Oswalda Grubera w katedrze rysunków odręcznych i ornamentalnych wiedeńskiej politechniki (1894–1896), równocześnie uzupełniał studia architektoniczne pod kierunkiem prof. Karla Königa, wybitnego reprezentanta historyzmu. Dyplom inżynierski uzyskał w 1897 r. w lwowskiej Szkole Politechnicznej. Pracę pedagogiczną rozpoczął jako nauczyciel, a wkrótce profesor rysunków w Państwowej Szkole Przemysłowej we Lwowie w latach 1899–1911.
Jednocześnie pracował jako architekt, najpierw w zespole Zygmunta Gorgolewskiego m.in. uczestnicząc w projektowaniu aranżacji wnętrza Teatru Wielkiego we Lwowie (1899), potem w biurach Jana Lewińskiego, Wincentego Rawskiego, następnie podjął niezależną działalność architektoniczną. Początkowo kontynuował stylistykę historyzmu, szybko jednak rozwinął własną twórczość o wyraźnych cechach secesji. Przechodząc do nowego stylu w pierwszym okresie pod wpływem wiedeńskiego architekta Otto Wagnera, stopniowo ugruntowywał swoją pozycję jednego z ważnych twórców secesyjnych we Lwowie.
Przełomem w karierze stało się powierzenie mu przygotowania projektu nowego dworca kolejowego we Lwowie. Projekt ten opracowany jeszcze w latach 1898–1899 został po wielu korektach (II wersja, 1900) i perypetiach finansowych skierowany do realizacji rozpoczętej w roku 1901, jednak nadzoru nad budową nie oddano projektantowi, sprawował go Ludwik Wierzbicki, dyrektor kolei lwowskich.
Powstała niezwykle efektowna budowla, której eklektyczna fasada łączyła stylistykę neorenesansową i secesyjną. Do bogato wyposażonych dziełami secesyjnej sztuki dekoratywnej wnętrz prowadził zwieńczony wysoką kopułą arkadowy portyk z ażurowymi drzwiami z kutego żelaza uformowanego w łodygi roślinne. Architektura przykrytej przeszklonym dachem hali peronowej, przy której współpracował Edmund Zieleniewski, z wieloma zdobieniami secesyjnymi wykonanymi w metalu stanowiła najnowocześniejszą w tym czasie konstrukcję inżynierską we Lwowie. Jedność myśli technicznej i artystycznej wyrażała się w wyeksponowanej kompozycji szkła i stali, podkreślonej ornamentyką. Liczne dekoracje rzeźbiarskie tego prestiżowego budynku, jak również rozwiązania konstrukcyjne i wystroje wnętrz były dziełem wielu różnych artystów i inżynierów, m.in. część poczekalni oraz detali technicznych zaprojektował Alfred Zachariewicz, rzeźby alegoryczne przy głównym wejściu wykonał Antoni Popiel, elementy rzeźbiarskie zrealizował Piotr Wójtowicz. Doprowadziło to do długotrwałych sporów o autorstwo całego założenia rozniecanych przez skonfliktowanego z projektantem Wierzbickiego, ostatecznie jednak uznano Sadłowskiego za autora kompleksowego projektu Dworca Głównego we Lwowie. Dworzec otwarto w roku 1904.

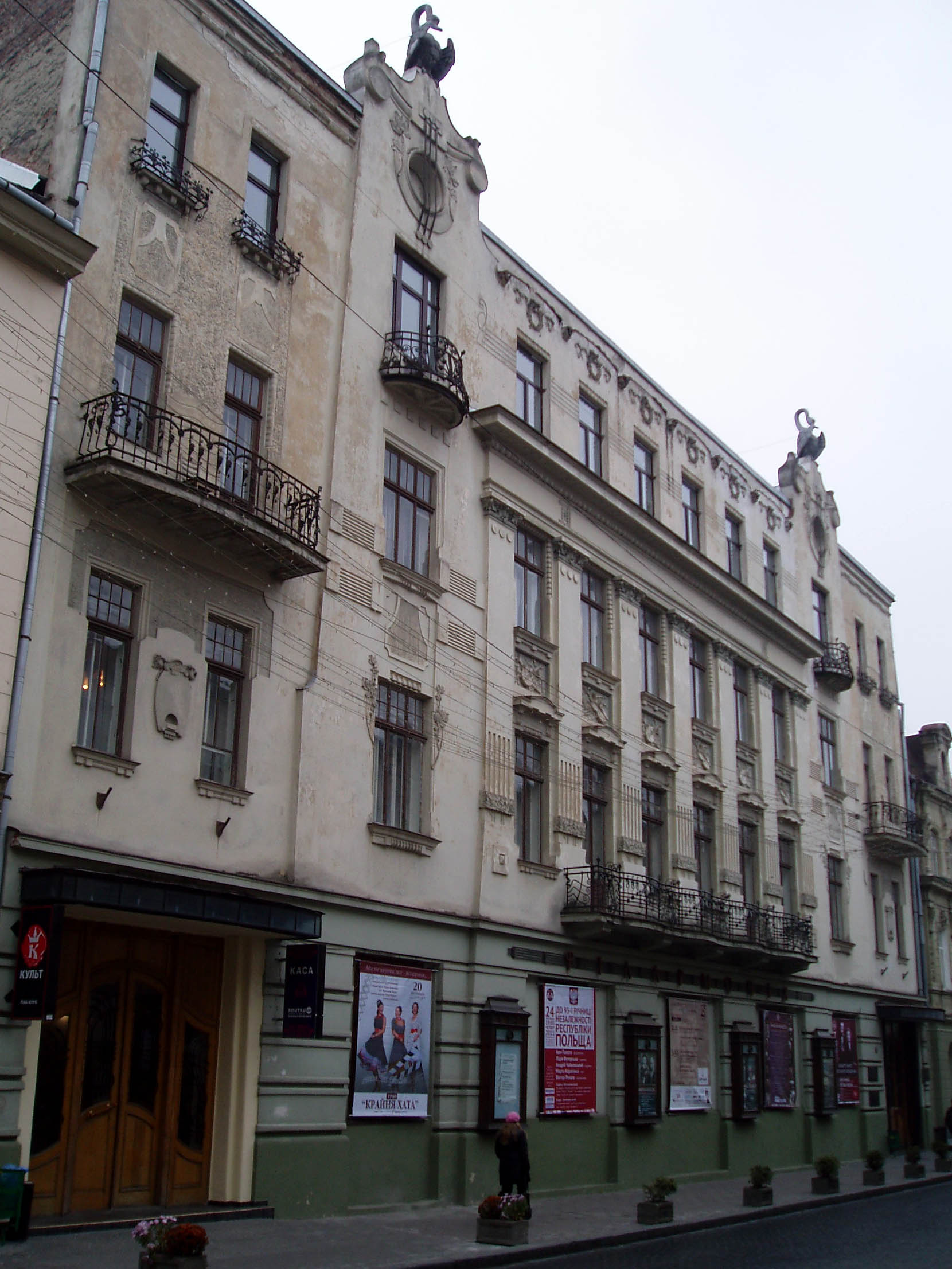
Filharmonia Lwowska (1905-1908), projekt W. Sadłowski

Później zbudowano gmach Galicyjskiego Towarzystwa Muzycznego przy ul. Chorążczyzny 7 (ob. Czajkowskiego), posiadający wielką salę koncertową (1905–1908). Budowla ta rozrysowana początkowo przez Władysława Halickiego w manierze neobarokowej, została po wstrzymaniu rozpoczętej już budowy całkowicie przeprojektowana przez Sadłowskiego w stylu secesyjnym. Elewacja stała się modelowym przykładem ideowo-artystycznej syntezy charakterystycznej dla lwowskiej secesji. Posiadała dwa podwyższone ryzality zwieńczone stylizowanymi lirami oraz rzeźbami łabędzi (Piotr Harasimowicz), ornamenty zewnętrznej dekoracji z wplecionymi alegoriami instrumentów, balustradę balkonu nad wejściem tworzącą pięciolinię, na najwyższej części znajdował się fryz (niezachowany) z zapisem nutowym hymnu Gaude Mater Polonia. Spójną kontynuację tych założeń stanowił pokryty sztukateriami obrazującymi polskie motywy ludowe wystrój wnętrza, ukończony w roku 1910. W zamyśle architekta projekt całego budynku miał być jednolitym dziełem sztuki, jak dzieło malarskie. Obecnie w tym gmachu mieści się Lwowska Filharmonia Obwodowa.

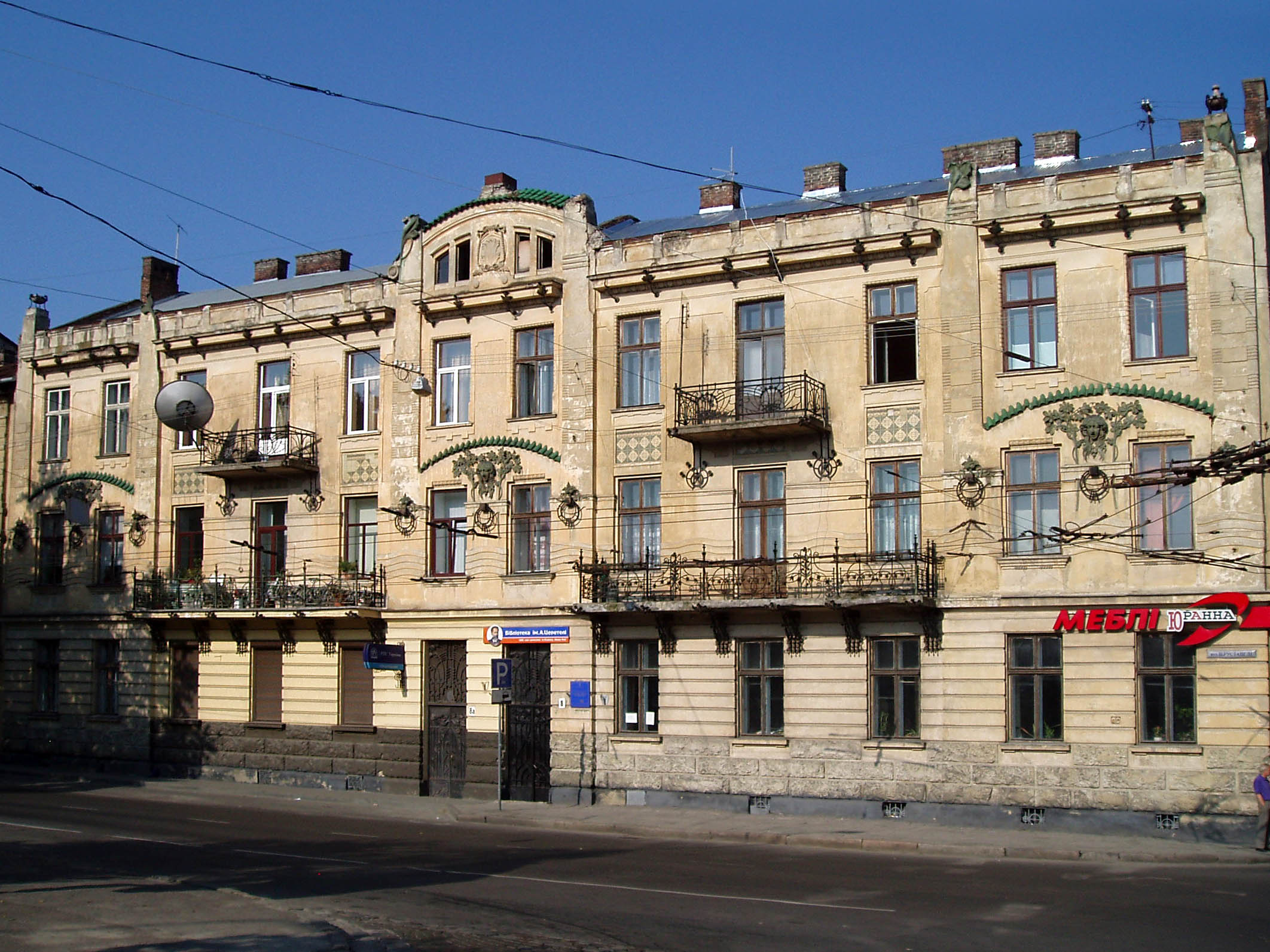
Kamienica M. Stoffa, Lwów (1906−1907), projekt W. Sadłowski

Według jego projektów wybudowano również kamienice oraz wille prywatne we Lwowie. Szczególną uwagę zwracały budynki mieszkalne w rejonie dawnych ulic Badenich, Nabielaka i Jabłonowskich. Bogatą secesyjną fasadą odznaczał się dom bankiera M. Stoffa (1906–1907) przy obecnej ulicy Rustawelego 8-8a (d. Jabłonowskich). Oryginalne zdobienia tworzyły metalowe płaskorzeźby i ornamenty roślinne przypominające inkrustacje oraz kraty balkonów.

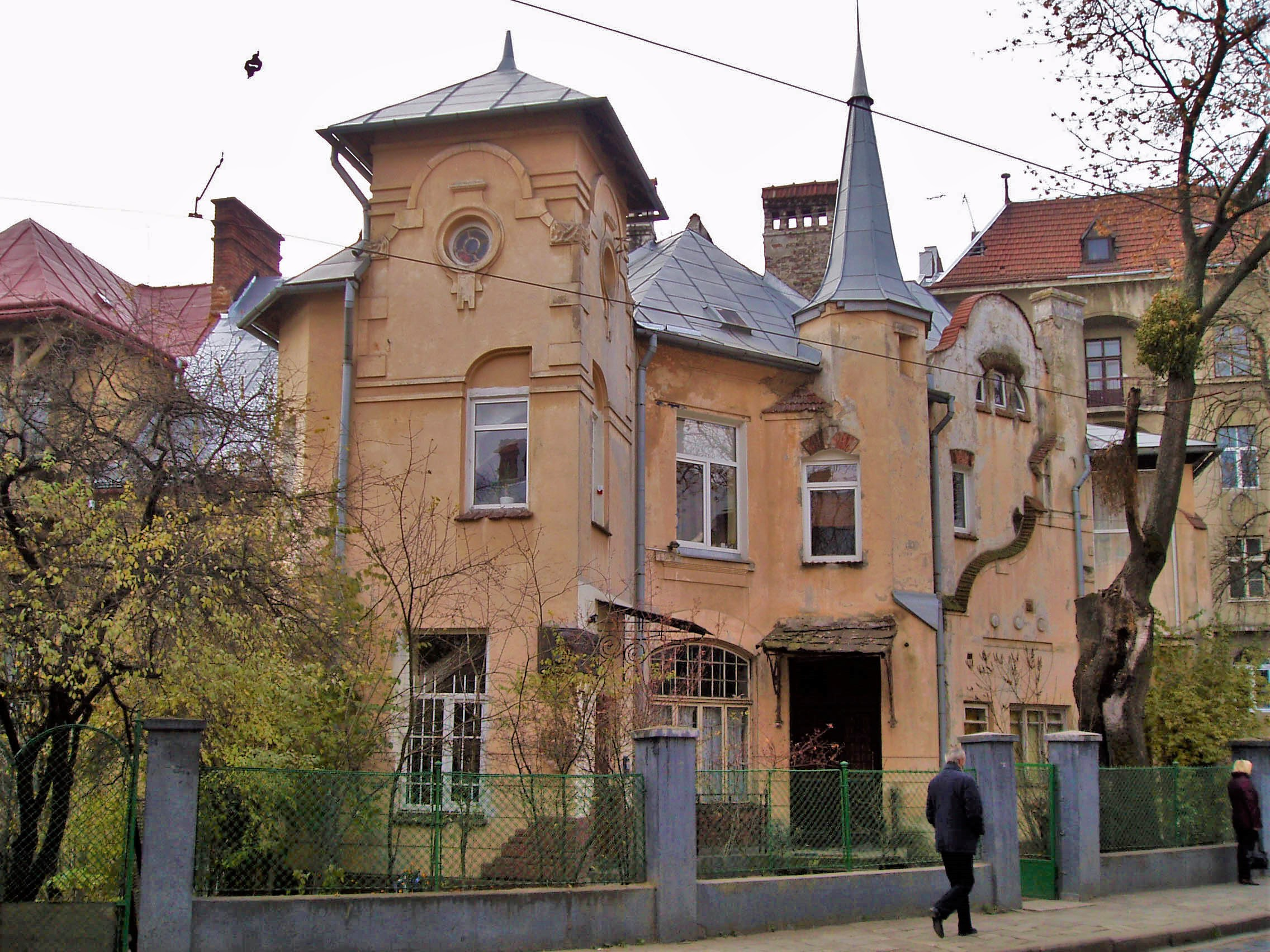
Willa Z. Rozwadowskiego, Lwów (1905), projekt W. Sadłowski

Przykładem swobody w interpretacji reguł secesji była willa malarza Zygmunta Rozwadowskiego przy dzisiejszej ul. Kotlarewskiego 27 (d. Nabielaka) z 1905 r. Założenie polegało na zestawieniu asymetrycznych brył tworzących kompozycję połączoną z równie niesymetrycznymi otworami okiennymi i przykrytych dachem załamanym pod wieloma kątami. Wieżyczki i ozdobne kominy dopełniały fantazyjnego kształtu sylwetki budynku.

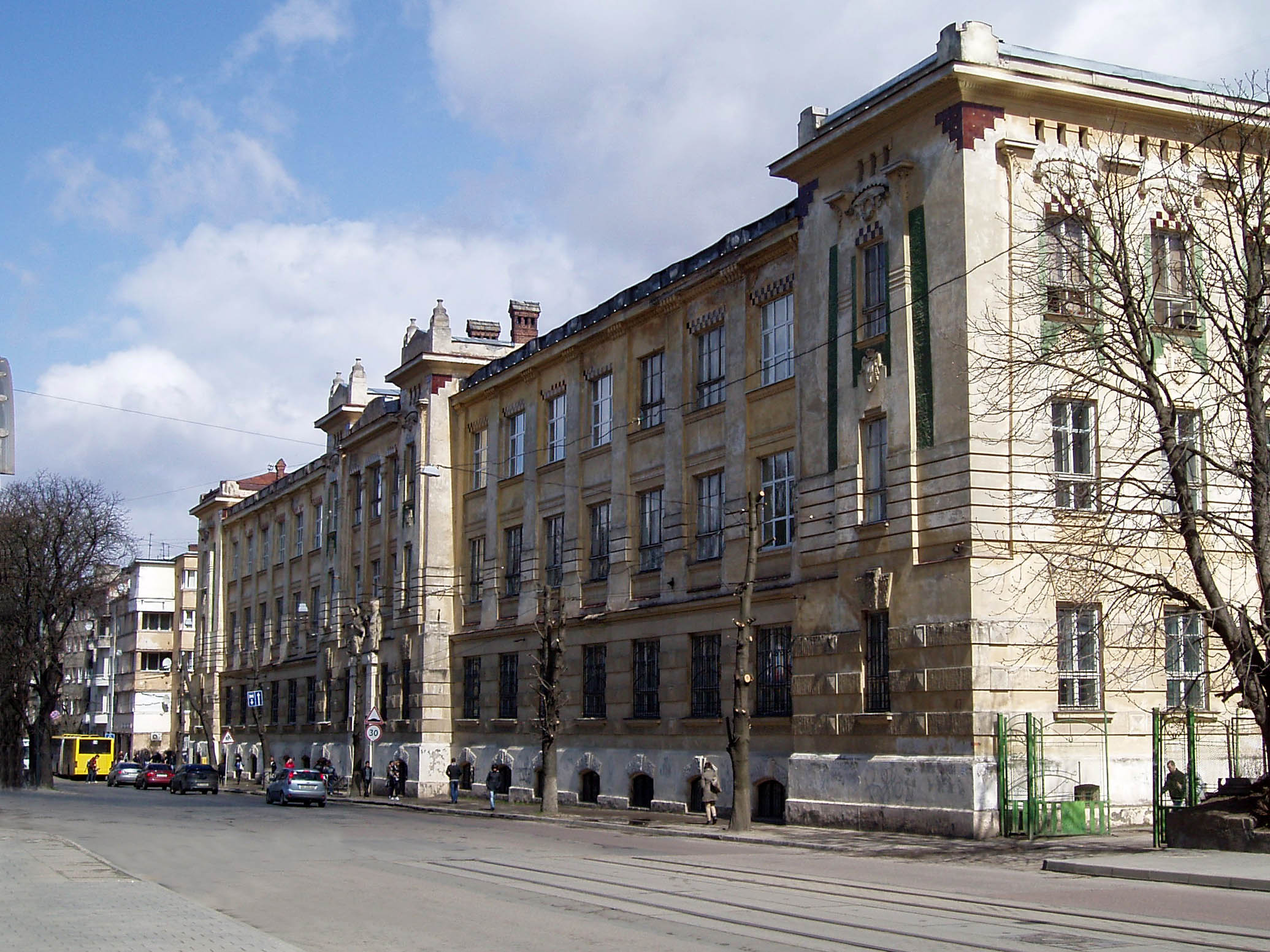
Szkoła Przemysłowa we Lwowie (1905-1910), projekt W. Sadłowski

Jednym z największych projektów był monumentalny nowy budynek lwowskiej Państwowej Szkoły Przemysłowej (ul. Snopkowska 47), utrzymany w stylu późnej secesji. Rzędy wysokich okien i wysunięte ryzality ograniczające bryłę podkreślały dostojność gmachu. Dekorację stanowiły uproszczone w formie płaskie ornamenty, a we wnętrzach wzory z kolorowych płytek ceramicznych. Główne wejście zostało obramowane dwoma alegorycznymi posągami Przemysłu (Rzemiosła) i Sztuki Piotra Wójtowicza. Projekt ten powstał w roku 1905, przy współpracy Adolfa Wiktora Weissa. Szkołę otwarto w roku 1910, a w roku 1920 Sadłowski dokonał rozbudowy dodając jedno skrzydło budynku.
W roku 1908 powstał niezrealizowany projekt Pałacu Sztuki, będący świadectwem  przechodzenia od rozwiązań neobarokowych do secesyjnych. Praca ta została pokazana na Wystawie Architektów Polskich we Lwowie w roku 1910, wraz z projektami Dworca Głównego, nowego gmachu Galicyjskiego Towarzystwa Muzycznego oraz willi Z. Rozwadowskiego.
Realizując jego projekty, przygotowane wspólnie z A. Zachariewiczem i T. Obmińskim, wykonano także w latach 1909–1910 aranżację wnętrz Izby Przemysłowo-Handlowej przy ul. Akademickiej 17 (ob. Prospekt Szewczenki).
Ważną dziedzinę jego działalności architektonicznej stanowiły budowy, jak również przebudowy i konserwacje obiektów sakralnych. W roku 1900 wzniesiono kaplicę grobową rodziny Hulimków w Mycowie, której wystrój dokończono ostatecznie w roku 1905. Odznaczająca się malowniczym kształtem ta eklektyczna budowla łączyła neorenesansową bryłę z rozwiązaniami secesyjnymi w podobny sposób, jak zrealizowana w tym samym czasie fasada dworca kolejowego we Lwowie. Zbudowana na planie kwadratu, została zwieńczona kopułą zakończoną latarnią. Wejście okalały reliefy aniołów wprowadzające do jednolicie secesyjnego wnętrza, którego dekorację rzeźbiarską wykonał Alojzy Bunsch.

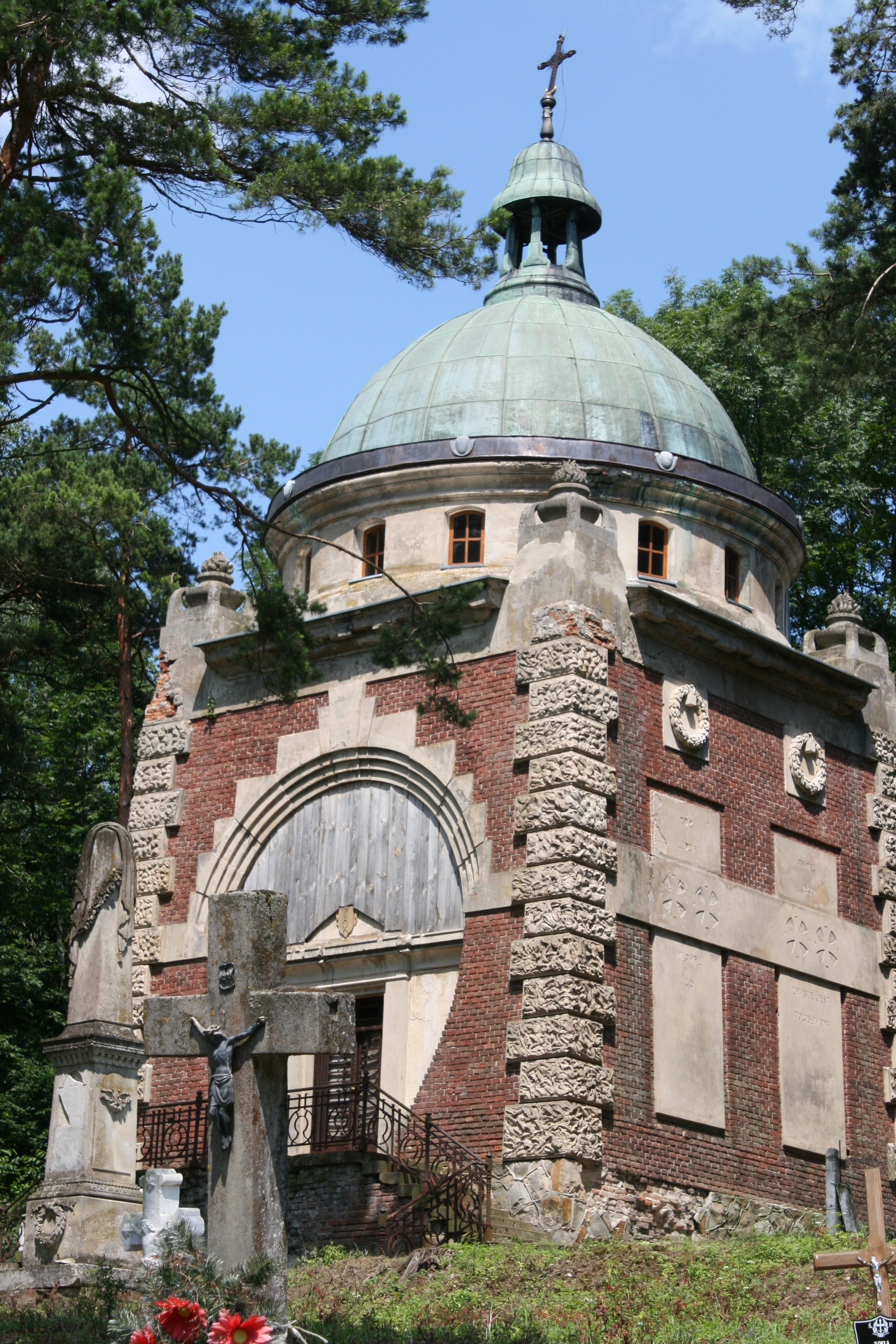
Kaplica Hulimków w Mycowie (1900), projekt W. Sadłowski

Przeprowadził także w latach 1905–1907 prace konserwatorskie i przebudowy kaplic Kampianów oraz Jezusa Miłosiernego w Katedrze Łacińskiej we Lwowie, projektując w drugiej z nich wystrój nawiązujący do historyzmu z wieloma akcentami secesyjnymi. Restaurował kościół Sióstr Sakramentek we Lwowie (1902–1904), gdzie zaprojektował ołtarz główny (ukończony w 1906), przebudował i powiększył kościół w Brzeżanach (1906). Dokonał renowacji barokowego kościoła Dominikanów w Tarnopolu (1908–1910), rekonstruując wieże, kopułę oraz ołtarze.
Od roku 1911 związał się z lwowską Szkołą Politechniczną (w 1920 r. przemianowaną na Politechnikę Lwowską), w której wykładał aż do przejścia na emeryturę w roku 1934. Wcześniej, jeszcze w roku 1904, zaprojektował łańcuch rektora Szkoły Politechnicznej. Zatrudniono go na stanowisku kierownika katedry rysunków odręcznych i ornamentacyjnych. Przedmiotem wykładów były rysunki zdobnicze, stylizowanie form, dekoracje wnętrz oraz dzieje urządzania i wystroju domu mieszkalnego od starożytności po współczesność. Tematyka zajęć wiązała się z faktem, że zarówno w pracy pedagogicznej, jak i w jego własnej praktyce twórczej współcześnie rozumiana architektura wnętrz odgrywała znaczącą rolę. W latach 1916–1918 sprawował funkcję dziekana Wydziału Architektury, a w latach 1919–1920 prodziekana, od 1919 r. był kierownikiem katedry rysunków zdobniczych i dekoracji wnętrz. W roku 1919 otrzymał tytuł profesora zwyczajnego. Po roku 1918 propagowanie secesji wywołało ostry konflikt z nastawionymi nowocześnie studentami, co doprowadziło nawet do bojkotu jego zajęć. Prowadził też w latach 1928–1934 wykłady na Wydziale Ogólnym Politechniki dla kandydatów na nauczycieli szkół średnich oraz dla seminariów nauczycielskich. Zasiadał w komisji egzaminu dyplomowego na wydziale architektonicznym, zajmując stanowisko jej wiceprezesa.
We Lwowie także przebudował siedzibę fabryki wódek i likierów Baczewskiego (dawny pałac Cieleckich) (1908). W roku 1913 przedstawił na konkursie projekt nowego Uniwersytetu Lwowskiego, którego jednak nie przyjęto do realizacji. W latach 1921–1922 rozbudował klinikę chirurgiczną oraz instytut anatomii opisowej Uniwersytetu Jana Kazimierza, zaprojektował również nowe wnętrza głównego budynku Uniwersytetu, dawnego gmachu Sejmu Krajowego Galicji przy ulicy Marszałkowskiej 1 (ob. Uniwersytecka), przekazanego uczelni. Zaaranżował w latach 1928–1929 wnętrza sanatorium Kasy Chorych przy ul. Kurkowej (ob. Łysenki). W 1931 r. opracował wystrój wewnętrzny Biblioteki Głównej Politechniki Lwowskiej. Jego projekty z tego okresu cechowała próba odejścia od bogactwa secesyjnej ornamentyki w kierunku umiarkowanego modernizmu. Poza Lwowem zbudował lub rozbudował m.in. pałace: Skrzyńskich w Żurawnie (historyzm, stylizowany na renesansową francuską rezydencję, 1904–1908), Gołuchowskich w Kołtowie i Tyszkiewiczów w Płużnie.

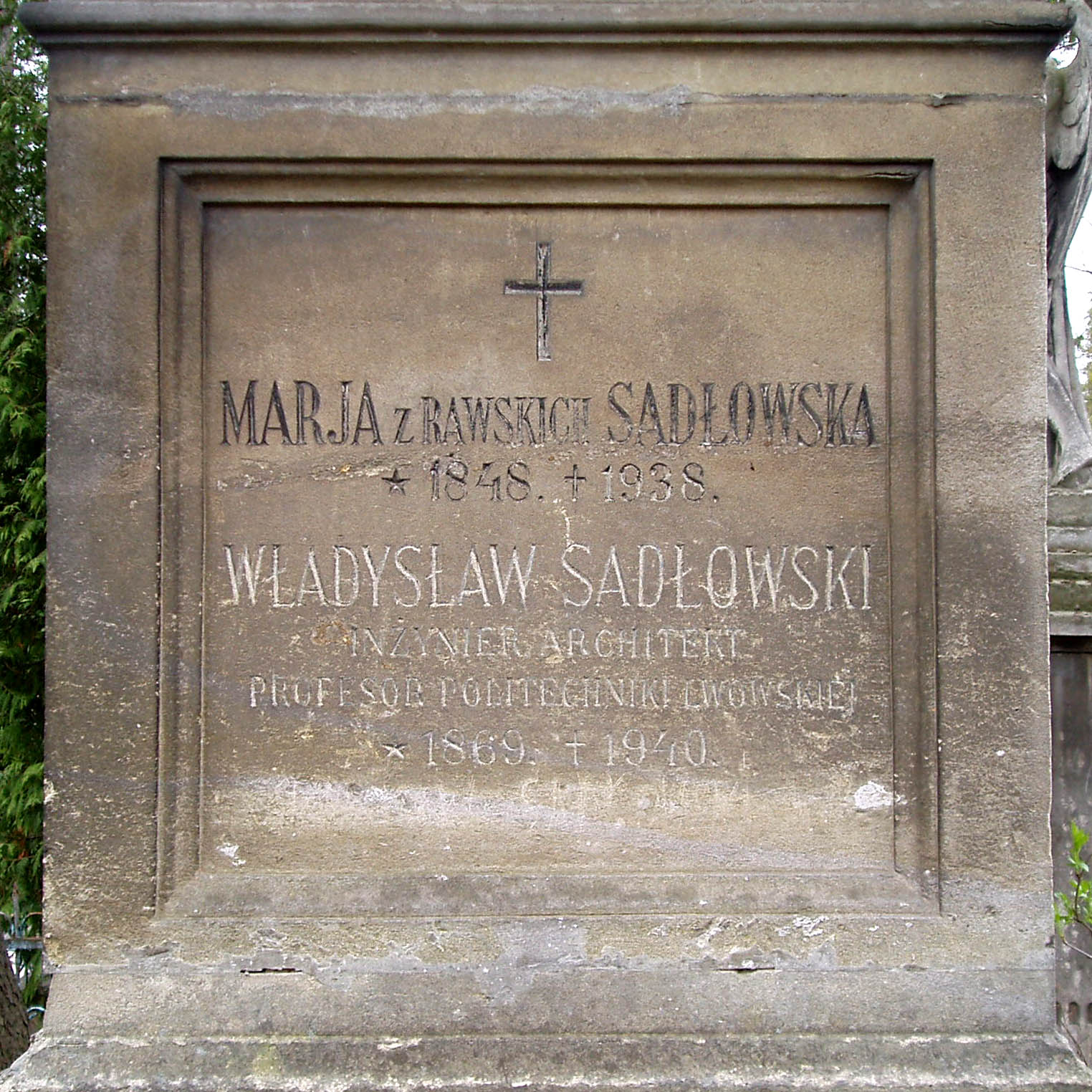
Płyta nagrobna Władysława Sadłowskiego na grobowcu Rawskich

Był członkiem Polskiego Towarzystwa Politechnicznego we Lwowie od roku 1900, a w latach 1903–1904 pełnił funkcję zastępcy sekretarza.
Zmarł w roku 1940 we Lwowie. Został pochowany na Cmentarzu Łyczakowskim, w grobowcu rodziny Rawskich.

## Życie prywatne
Jedną z jego pasji była muzyka. Obdarzony pięknym tenorem jeszcze jako student występował w operze lwowskiej,  będąc już profesorem politechniki działał w Towarzystwie Śpiewaczym „Lutnia” we Lwowie, był nawet jego prezesem. Szczególnie cenił kompozycje Stanisława Moniuszki.
Jako miłośnik przyrody i myśliwy zakupił pod Brzeżanami niewielki majątek (folwark), w którym zamieszkiwał po przejściu na emeryturę w roku 1934. Posiadłość została zajęta przez wojska sowieckie w roku 1939.
Miał dwóch braci: Henryka – sędziego i Stanisława – urzędnika magistratu. Jego siostra Maria Aleksandra została żoną rzeźbiarza Alojzego Bunscha, z którym kilkakrotnie współpracował (kaplica w Mycowie, kaplica Jezusa Miłosiernego w Katedrze Lwowskiej). Z małżeństwa z Jadwigą z Wolskich miał dwie córki: Władysławę Annę, hydrogeologa, i Kazimierę Łucję, doktora medycyny.

## Ordery i odznaczenia
- Krzyż Komandorski Orderu Odrodzenia Polski (11 listopada 1936)[36]